# Kurt Sauer (Maler, 1926)
Kurt Sauer (* 17. März 1926 in Hanau; † 14. August 2018) war ein deutscher Maler.

## Leben
Sauer war der Sohn von Mathias Sauer und dessen Frau Anna, geb. Appel. Er studierte an den Akademien in Hanau, München und Stuttgart. 1950 heiratete er Marianne Theresia Holik (1927–2019). 1952 gründete Sauer den „Künstlerbund Simplicius Hanau“ mit. In den folgenden Jahren war er als Kunstlehrer in Stuttgart, Göttingen und Einbeck tätig. 1980 zog Sauer mit seiner Familie wieder nach Hanau.

## Ehrungen
- 1999: Cläre-Röder-Münch-Preis
- 2002: August-Gaul-Plakette